# 一硫化碳
一硫化碳，分子式CS。无臭无味的红色粉末状晶体。分子量44.08。相对密度1.66。不溶于水、乙醇、松节油、苯，溶于乙醚、CS2、氨水与乙醇的混合液、硫化铵中。与硫混合加热可生成CS2和无色的晶体。

## 性质
一硫化碳很不稳定，在低温下仍能与非金属单质反应产生含有C=S键的化合物。它也能像一氧化碳一样用多种方式与中心原子形成配合物。类似的CSe、CTe配合物也已经发现。

## 制法
- 在H2和CO存在下，将CS2蒸气无声放电分解
- 将CS2蒸气通过炽热的石棉或浮石
- 将CS2和C或H2加热至红热
- 将Sb2S3与过量的C混合加热
- 将CO和H2S混合加热至高温
- 将SO2与CH4于高温下反应

## 用途
在一氧化碳化学激光中，可作为燃料。